# Клиничев, Леонид Павлович
Леонид Павлович Клиничев (25 октября 1938, Старый Крым, Крымская АССР) — российский композитор, педагог. Заслуженный деятель искусств РСФСР (1985), Почётный деятель Союза композиторов России.

## Биография
Родился 25 октября 1938 года в Старом Крыму. Отец —- выходец из Болгарии, хотя называл себя фракийцем. В Старом Крыму и Феодосии предки Клиничева имели обширные виноградники. Семья была образованной, знали языки, музицировали, в семье царил культ Моцарта.
Леонид Клиничев окончил Ташкентскую консерваторию (класс профессора Б. И. Зейдмана). Стажировался в Московской консерватории в классе С. А. Баласаняна, затем переехал в Ростов-на-Дону.
В творческом багаже Клиничева представлены почти все жанры академической музыки — оперы, симфонии, камерные сочинения, много произведений для хора.

## Наиболее известные произведения
- Балет «Тихий Дон» по мотивам романа Михаила Шолохова[3].
- Опера «Цыган» на основе романа Анатолия Калинина[2][3][4].
- Опера «Драма на охоте» по А. П. Чехову[3][5].
- Моноопера «Анна», посвящённая истории жизни Анны Ахматовой.

## Известные ученики
- Хевелев, Алексей Александрович (1979) — российский пианист, композитор, педагог[6][7].
- Яковлев, Александр Викторович (1981) — российский пианист, педагог.

## Цитаты
- «... я стараюсь с людьми любого возраста иметь отношения на равных. К примеру, со студентами. Я не считаю, что они мои студенты. Они мои, ну, товарищи, друзья. Другое дело, что у меня опыта больше, я могу им что-то подсказать. Но при этом всегда говорю, что я могу быть и неправ. Больше того, если студент проигнорирует урок, стараюсь его не ругать, а, наоборот, просить у него прощения. Значит, я не так преподнёс ему предыдущий урок, не смог заинтересовать, чтобы он всё бросил и пришёл на следующее занятие»[3] — Леонид Клиничев, 2008.

## Награды и звания
- Орден Дружбы (29 июня 2013)[8].
- Заслуженный деятель искусств РСФСР (1985).
- Орден «За заслуги перед Ростовской областью» (2023)[9].